# Jüdische Gemeinde Untergimpern
Eine Jüdische Gemeinde in Untergimpern, einem Ortsteil von Neckarbischofsheim im Rhein-Neckar-Kreis im nördlichen Baden-Württemberg, bestand bereits im 17./18. Jahrhundert. Die jüdische Gemeinde löste sich 1883/84 auf.  

## Geschichte
Das Dorf Untergimpern gehörte bis 1803 zur Kurpfalz und es bestand eine jüdische Gemeinde bis zu ihrer Auflösung 1883/84. Mangels Quellen kann man nur vermuten, dass ihre Entstehung in die Zeit des 17./18. Jahrhunderts zurückgeht. Bis Anfang des 19. Jahrhunderts hatten die Juden von Unter- und Obergimpern eine gemeinsame Gemeinde. Spätestens bei der Einteilung der Rabbinatsbezirke in Baden 1827 hatten die jüdischen Familien eine selbständige Gemeinde, die dem Bezirksrabbinat Sinsheim zugeteilt wurde. 1827 lebten 40 Juden in Untergimpern und die höchste Zahl jüdischer Einwohner wurde um 1864 mit 56 Personen erreicht. Danach ging die Zahl durch Aus- und Abwanderung schnell zurück. Um 1900 lebten keine Juden mehr am Ort. 
Die Toten der jüdischen Gemeinde Untergimpern wurden auf dem Jüdischen Friedhof in Waibstadt bestattet.

## Synagoge
Bis zum Anfang des 19. Jahrhunderts besuchten die jüdischen Familien in Untergimpern den Betsaal in Obergimpern und hatten mit den dortigen Familien einen gemeinsamen Vorbeter. Als 1807 der Betsaal in Obergimpern in baufälligem Zustand war und die jüdische Gemeinde sich für den Neubau einer Synagoge entschloss, kam es zu einem Streit über den Betrag, den die Juden aus Untergimpern für den Neubau zahlten sollten. Wohl aus diesem Grund richteten einige Jahre später die jüdischen Familien in Untergimpern ihre eigene Synagoge ein, die bis Ende des 19. Jahrhunderts genutzt wurde und heute noch als Scheune erhalten ist (hinter Wohnhaus Landstraße 11 an der Schulstraße).

## Persönlichkeiten
- Moritz Horkheimer (1858–1945), Fabrikant in Zuffenhausen und dortiger Ehrenbürger, Vater des Philosophen Max Horkheimer, wurde in Untergimpern geboren